# Salvatore Fidomanzo
Salvatore Fidomanzo, noto anche come Fidomanzo I (Messina, 6 settembre 1908 – ...), è stato un calciatore italiano, di ruolo attaccante e successivamente mediano.

## Carriera
Fidomanzo fu una bandiera del calcio messinese. Nel 1923-1924 giocò nell'U.S. Peloro, e nella stagione successiva passò all'U.S. Messinese, disputando 2 incontri in Prima Divisione (massimo livello dell'epoca). Rimase nella Messinese anche nel 1925-1926, per poi passare ancora alla Peloro nel 1926-1927 e nuovamente alla Messinese nel 1927-1928. Fidomanzo rimase in Sicilia anche dopo il cambio di denominazione da U.S. Messinese ad A.C. Messina, disputando con i giallorossi 143 incontri e mettendo a segno 16 reti.
Nel 1935-1936 disputò la Serie A con la Sampierdarenese, collezionando una presenza (Genova 1893-Sampierdarenese 3-0, 9 febbraio 1936). Vanta una presenza anche nella Serie A 1936-1937 (Bologna-Novara 5-1, 3 gennaio 1937).

## Statistiche

### Presenze e reti nei club
| Stagione  | Club            | Campionato | Campionato | Campionato |
| Stagione  | Club            | Comp       | Pres       | Reti       |
| --------- | --------------- | ---------- | ---------- | ---------- |
| 1923-1924 | Peloro          | SD         | ?          | ?          |
| 1924-1925 | Messinese       | PD         | 2          | 0          |
| 1925-1926 | Messinese       | PD         | ?          | ?          |
| 1926-1927 | Peloro          | SD         | ?          | ?          |
| 1927-1928 | Messinese       | SD         | 2+         | ?          |
| 1928-1929 | Messina         | CM         | 20         | 8          |
| 1929-1930 | Messina         | PD         | 10         | 3          |
| 1930-1931 | Messina         | PD         | 8          | 3          |
| 1931-1932 | Messina         | PD         | 31         | 1          |
| 1932-1933 | Messina         | B          | 28         | 1          |
| 1933-1934 | Messina         | B          | 22         | 0          |
| 1934-1935 | Messina         | B          | 24         | 0          |
| 1935-1936 | Sampierdarenese | A          | 1          | 0          |
| 1936-1937 | Novara          | A          | 1          | 0          |